# آيشواريا ديفان
آيشواريا ديفان (بالإنجليزية: Aishwarya Devan)‏ هي ممثلة هندية، ولدت في 21 ديسمبر 1993 في بنغالور في الهند.

## وصلات خارجية
- آيشواريا ديفان على موقع IMDb (الإنجليزية)
- آيشواريا ديفان على موقع قاعدة بيانات الفيلم (الإنجليزية)
- آيشواريا ديفان على موقع كينوبويسك (الروسية)